# Estrées-lès-Crécy
Estrées-lès-Crécy és un municipi francès situat al departament del Somme i a la regió dels Alts de França. L'any 2007 tenia 367 habitants.
La paraula Estrées és una paraula del francès antic que prové del llatí «strata (via)», que significava «camí cobert de pedres planes». Aquesta paraula va desaparèixer del francès durant l'edat mitjana, però s'ha mantingut en un gran nombre de topònims, sobretot al nord de França i que indicava la proximitat d'una via romana.

## Demografia

### Població

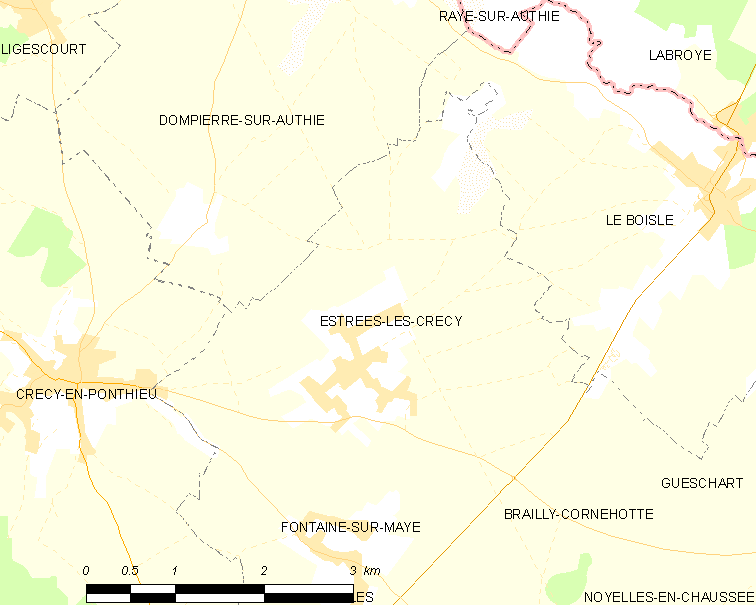
mapa del municipi

El 2007 la població de fet d'Estrées-lès-Crécy era de 367 persones. Hi havia 144 famílies de les quals 44 eren unipersonals (24 homes vivint sols i 20 dones vivint soles), 44 parelles sense fills, 48 parelles amb fills i 8 famílies monoparentals amb fills.
La població ha evolucionat segons el següent gràfic:
Habitants censats

### Habitatges
El 2007 hi havia 185 habitatges, 150 eren l'habitatge principal de la família, 26 eren segones residències i 8 estaven desocupats. 183 eren cases i 1 era un apartament. Dels 150 habitatges principals, 130 estaven ocupats pels seus propietaris, 15 estaven llogats i ocupats pels llogaters i 5 estaven cedits a títol gratuït; 1 tenia una cambra, 4 en tenien dues, 25 en tenien tres, 35 en tenien quatre i 85 en tenien cinc o més. 119 habitatges disposaven pel capbaix d'una plaça de pàrquing. A 75 habitatges hi havia un automòbil i a 55 n'hi havia dos o més.

### Piràmide de població

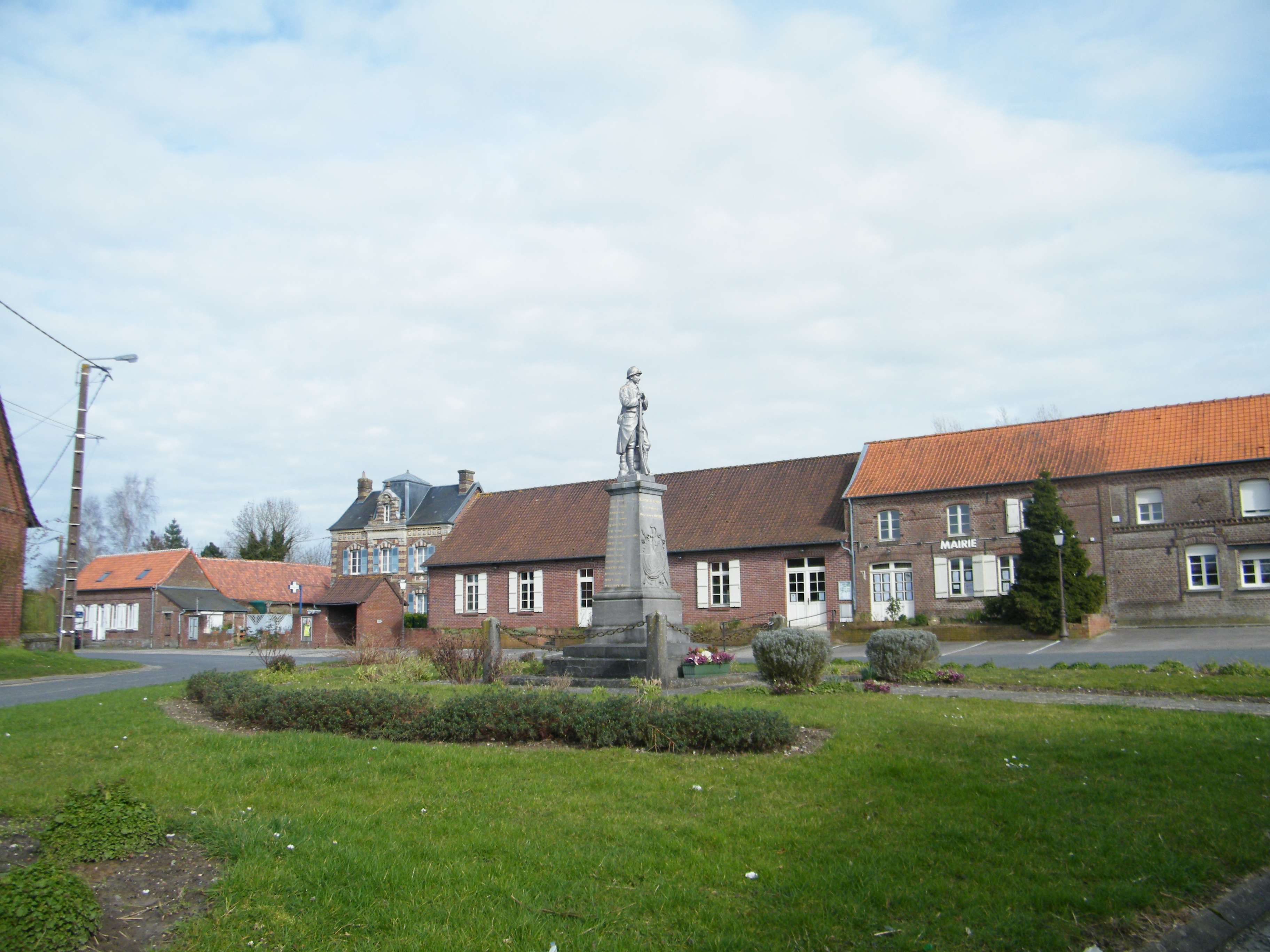
Momument als morts per la Pàtria i ajuntament

La piràmide de població per edats i sexe el 2009 era:
| Homes | Edats   | Dones |
| ----- | ------- | ----- |
| 0     | 95 o +  | 0     |
| 0     | 90 a 94 | 0     |
| 4     | 85 a 89 | 4     |
| 0     | 80 a 84 | 0     |
| 12    | 75 a 79 | 12    |
| 16    | 70 a 74 | 12    |
| 8     | 65 a 69 | 20    |
| 8     | 60 a 64 | 12    |
| 8     | 55 a 59 | 12    |
| 20    | 50 a 54 | 8     |
| 12    | 45 a 49 | 4     |
| 12    | 40 a 44 | 12    |
| 4     | 35 a 39 | 16    |
| 8     | 30 a 34 | 4     |
| 20    | 25 a 29 | 4     |
| 4     | 20 a 24 | 12    |
| 8     | 15 a 19 | 4     |
| 12    | 10 a 14 | 4     |
| 0     | 5 a 9   | 12    |
| 0     | 0 a 4   | 4     |

## Economia
El 2007 la població en edat de treballar era de 222 persones, 154 eren actives i 68 eren inactives. De les 154 persones actives 138 estaven ocupades (80 homes i 58 dones) i 16 estaven aturades (9 homes i 7 dones). De les 68 persones inactives 23 estaven jubilades, 16 estaven estudiant i 29 estaven classificades com a «altres inactius».

### Ingressos
El 2009 a Estrées-lès-Crécy hi havia 155 unitats fiscals que integraven 398 persones, la mediana anual d'ingressos fiscals per persona era de 13.988 €.

### Activitats econòmiques

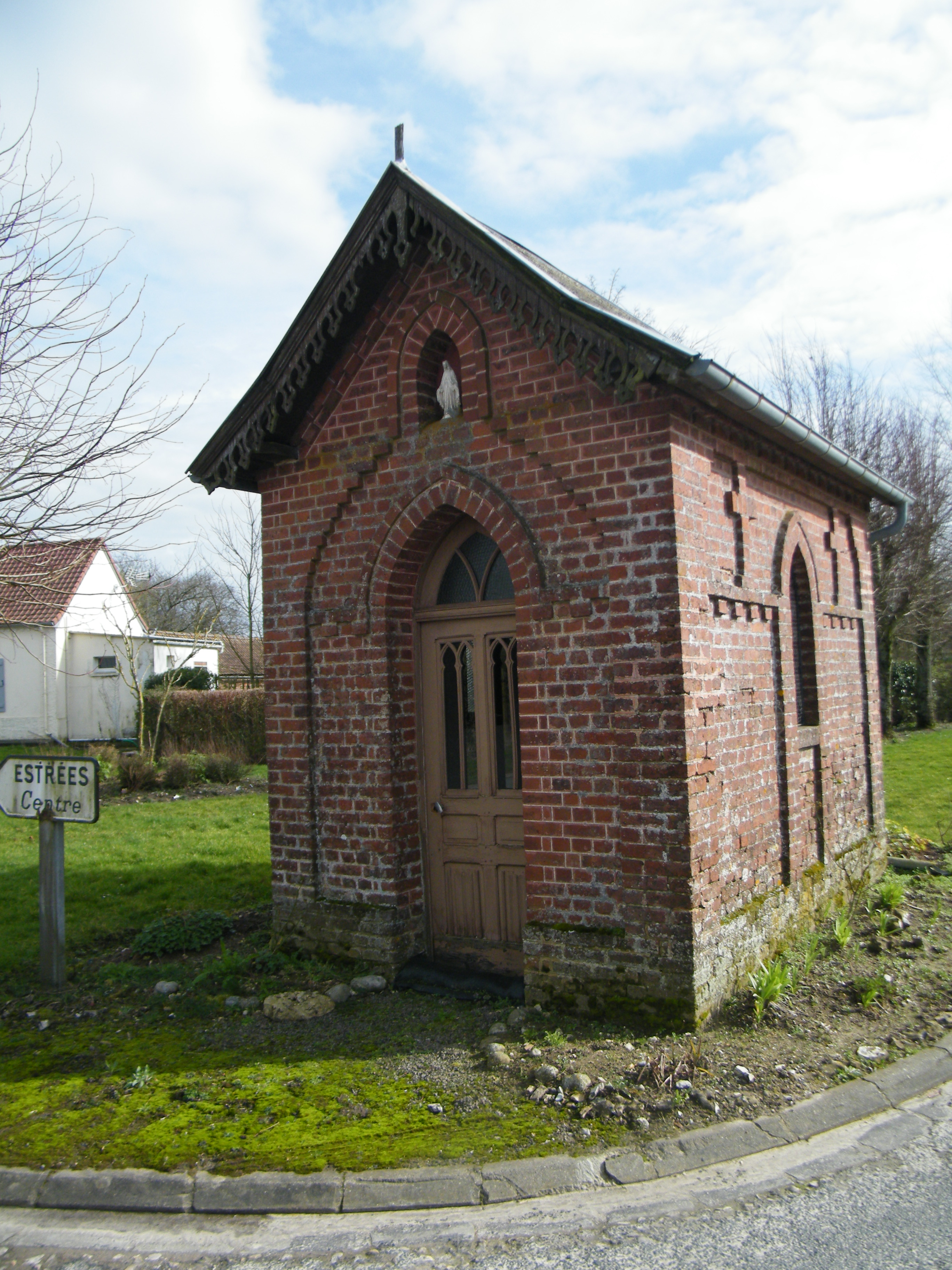
Capella

Dels 9 establiments que hi havia el 2007, 1 era d'una empresa de fabricació de material elèctric, 1 d'una empresa de fabricació d'altres productes industrials, 3 d'empreses de construcció, 1 d'una empresa financera, 1 d'una empresa immobiliària i 2 d'empreses de serveis.
Dels 2 establiments de servei als particulars que hi havia el 2009, 1 era un paleta i 1 veterinari.
L'any 2000 a Estrées-lès-Crécy hi havia 17 explotacions agrícoles.

## Equipaments sanitaris i escolars
El 2009 hi havia una escola elemental integrada dins d'un grup escolar amb les comunes properes formant una escola dispersa.

## Llocs i monuments
A la ciutat es pot visitar els següents llocs i monuments:
- El molí d'Eduard III.
- La Creu de Bohèmia, en memòria de la batalla de Crécy.
- Memorial a Joan de Luxemburg, rei de Bohèmia.
- Museu Emhisarc .
- Església de Saint Séverin.
- Església de Notre-Dame-de-l'Assomption.
- La creu de la ciutat, de finals del segle xiii
- Monument als morts per la Pàtria, a la plaça que hi ha al davant de l'ajuntament.
- El bosc (4323 Ha).

## Poblacions més properes
El següent diagrama mostra les poblacions més properes.

## Clima
El clima és temperat. La classificació climàtica de Köppen és Cfb. La temperatura mitjana anual a Estrées-lès-Crécy és de 10,2 °C.
| Mesos                  | gen   | feb   | mar    | abr    | mai    | jun    | jul    | ago    | set    | oct    | nov   | des   | any    |
| ---------------------- | ----- | ----- | ------ | ------ | ------ | ------ | ------ | ------ | ------ | ------ | ----- | ----- | ------ |
| Mitjana de les màximes | 5,8°C | 6,5°C | 10,1°C | 13,2°C | 16,7°C | 19,5°C | 21,4°C | 21,5°C | 19,3°C | 14,7°C | 9,9°C | 6,8°C | 13,7°C |
| Mitjana de les mínimes | 0,9°C | 1,1°C | 2,7°C  | 5,1°C  | 8,1°C  | 10,8°C | 13,0°C | 13,1°C | 11,4°C | 8,0°C  | 4,5°C | 2,1°C | 6,7°C  |
| Pluja                  | 58mm  | 46mm  | 46mm   | 40mm   | 49mm   | 48mm   | 51mm   | 51mm   | 60mm   | 66mm   | 78mm  | 60mm  | 653mm  |

## Fills de la ciutat
- Maurice Poissant (1883-1969), polític.
- Thibault Poissant (1605-1668), escultor i arquitecte que va contribuir a la Catedral de Reims (Marne), a l'església de Les Andelys (Eure), al castell de Saint-Fargeau (Yonne), a l'església de Saint-Sulpice (París) i al Palau de les Teuleries.